# Khởi nghĩa Yakut
Khởi nghĩa Yakut (tiếng Nga: Якутский мятеж, đã Latinh hoá: Yakutskiy myatezh) hay  cuộc thám hiểm Yakut (tiếng Nga: Якутский поход, đã Latinh hoá: Yakutskiy pokhod) là giai đoạn cuối cùng của Nội chiến Nga. Các cuộc xung đột diễn ra từ tháng 9 năm 1921 đến tháng 6 năm 1923 và tập trung vào huyện Ayano-Maysky của vùng Viễn Đông Nga.
Cuộc khởi nghĩa bắt đầu bùng lên dữ dội ở Yakutia vào tháng 9 năm 1921. Khoảng 200 quân Bạch vệ Nga do Cornet Mikhail Korobeinikov lãnh đạo. Vào tháng 3 năm 1922, họ thành lập Chính phủ Nhân dân Khu vực Yakut lâm thời ở Churapcha. Vào ngày 23 tháng 3, "Quân đội Nhân dân Yakut" của Korobeinikov, được trang bị 6 súng máy, đã dành quyền kiểm soát một số thị trấn lớn ở Yakutsk. Các đơn vị đồn trú của Hồng quân bị Lực lượng tiêu diệt.
Vào tháng 4, Bạch Vệ liên lạc với Chính phủ lâm thời Priamurye ở Vladivostok, yêu cầu giúp đỡ. Vào ngày 27 tháng 4, Liên Xô tuyên bố chủ quyền và thành lập nên Yakut tự trị Xô viết và cho một sư đoàn đến để dập tắt cuộc nổi dậy. Vào mùa hè năm 1922, Bạch Vệ  bị đánh bật khỏi Yakutsk và rút về bờ biển Thái Bình Dương. Họ ẩn náu tại các thị trấn cảng ở Okhotsk và Ayan và một lần nữa yêu cầu Vladivostok tiếp viện.
Vào ngày 30 tháng 8, Hạm đội Thái Bình Dương, với thủy thủ đoàn khoảng 750 người  dưới quyền của Trung tướng Anatoly Pepelyayev, lên đường từ Vladivostok để hỗ trợ Bạch vệ . Ba ngày sau, lực lượng này rời khỏi Ayan và tiến đến Yakutsk. Vào cuối tháng 10, khi Pepelyayev chiếm đóng các vùng địa phương ở Nelkan, ông được biết rằng những người Bolshevik đã giành quyền kiểm soát Vladivostok từ tay Bạch quân và nội chiến đã kết thúc.
Khi Liên Xô được thành lập vào ngày 30 tháng 12 năm 1922,một số vùng  lãnh thổ Nga duy nhất vẫn do Bạch vệ kiểm soát là vùng Pepelyayevshchina ("пепеляевщина"), Ayan, Okhotsk và Nelkan. Một đơn vị Bolshevik dưới quyền của Ivan Strod đã được cử đi chống lại Pepelyayev vào tháng hai. Vào ngày 12 tháng 2, họ đánh bại những người theo chủ nghĩa Pepelyayev đang ở gần Sasyl-Sasyg; vào tháng 3, Bạch quân bị lật đổ khỏi Amga.
Vào ngày 24 tháng 4 năm 1923, các tàu Stavropol và Indigirka khởi hành từ Vladivostok đến Ayan. Họ có một đội quân Hồng quân dưới thời Stepan Vostretsov. Khi đến Ayan vào ngày 6 tháng 4, Vostretsov được biết rằng Pepelyayev đã di tản đến Nelkan. Phần còn lại của Bạch quân bị đánh bại gần Okhotsk vào ngày 6 tháng 6 và gần Ayan vào ngày 16 tháng 6. Nói chung, 103 sĩ quân Bạch và 230 binh sĩ đã bị bắt làm tù binh và được di chuyển đến Vladivostok.